# Seaborgium
Le seaborgium (symbole Sg) est l'élément chimique de numéro atomique 106. Il a été synthétisé pour la première fois en 1974 indépendamment et presque simultanément par une équipe aux États-Unis et une autre en URSS, alors en pleine guerre froide, et qui s'opposèrent quant au nom à donner à ce nouvel élément ; la controverse ne fut résolue qu'en 1997 dans le cadre d'un compromis global concernant la dénomination des éléments 104 à 108, et l'élément 106 reçut alors son nom définitif en référence à Glenn Seaborg, l'un des rares scientifiques à être ainsi honoré de son vivant.
Il s'agit d'un transactinide très radioactif, dont l'isotope connu le plus stable, le 269Sg, a une période radioactive d'environ 3,1 min. Situé sous le tungstène dans le tableau périodique des éléments, il appartient au bloc d et présente les propriétés chimiques d'un métal de transition. 

## Histoire
L'élément 106 a été découvert presque simultanément par deux laboratoires différents. En juin 1974, une équipe de chercheurs soviétiques conduite par Gueorgui Fliorov à l'Institut unifié de recherches nucléaires (JINR) de Doubna rapporta avoir produit un isotope d'une masse atomique de 259 et d'une demi-vie de 7 ms ; il s'avéra en fait qu'il s'agissait de seaborgium 260 :
54
24Cr + 208
82Pb ⟶ 262
106Sg* ⟶ 260
106Sg + 2 1
0n.
54
24Cr + 208
82Pb ⟶ 262
106Sg* ⟶ 261
106Sg + 1
0n.
En septembre 1974, une équipe américaine dirigée par Albert Ghiorso au Lawrence Berkeley National Laboratory (LBNL) rapporta avoir réalisé la fusion 249Cf (18O, n) 263mSg, identifié par une septantaine de désintégrations α avec une période de 0,9 ± 0,2 s et une section efficace de 0,3 nanobarns en accord avec les prévisions.
18
8O + 249
98Cf ⟶ 267
106Sg* ⟶ 263m
106Sg + 4 1
0n ⟶ 259
104Rf + α → 255
102No + α.
Étant donné que le travail des Américains fut confirmé indépendamment en premier lieu, ceux-ci suggérèrent comme nom seaborgium en l'honneur du chimiste américain Glenn T. Seaborg. Ce nom suscita une grande controverse car Seaborg était encore vivant. Un comité international décida en 1992 que les laboratoires de Berkeley et de Doubna devaient partager le crédit de la découverte de l'élément 106.
Entretemps, l'UICPA adopta le nom unnilhexium (symbole Unh) comme nom systématique provisoire. En 1994, un comité de l'UICPA recommanda que le nom rutherfordium fût adopté pour l'élément 104 et adopta une règle pour que plus aucun élément ne soit nommé en l'honneur d'une personne vivante. La société chimique américaine (American Chemical Society) s'opposa vivement à cette règle. En 1997, dans le cadre d'un compromis portant sur l'attribution des noms pour les éléments 104 à 108, le nom seaborgium fut reconnu internationalement pour l'élément 106.

## Isotopes
Douze radioisotopes sont connus, de 258Sg à 271Sg, ainsi que deux isomères (261mSg et 263mSg). L'isotope à la plus grande durée de vie est 269Sg avec une demi-vie de 3,1 minutes.

## Propriétés physiques et chimiques
Comme pour les autres éléments super-lourds, il est difficile d'étudier les propriétés du seaborgium parce qu'on ne produit qu'un petit nombre d'atomes et qu'ils sont très instables. Il a néanmoins été possible de produire une quantité suffisante d'un isotope dont la demi-vie est d'une dizaine de secondes, et de le faire réagir avec du monoxyde de carbone CO. Il s'est formé un composé volatil montrant la même volatilité et la même réactivité avec une surface de silice SiO2 que les hexacarbonyles de molybdène Mo(CO)6 et de tungstène W(CO)6. L'enthalpie d'adsorption de ce composé, comparée à celles de Mo(CO)6 et W(CO)6 ainsi qu'aux prédictions théoriques, permet d'affirmer qu'il s'agit de l'hexacarbonyle de seaborgium, Sg(CO)6. Plus généralement, ces résultats montrent la parenté chimique, et sans doute physique, du seaborgium avec le molybdène et le tungstène.